# Oskar Picht
Oskar Picht (Pasewalk, 1871. május 27. – Rehbrücke, 1945. augusztus 15.) német tanár, a Braille-írógép feltalálója.

## Élete

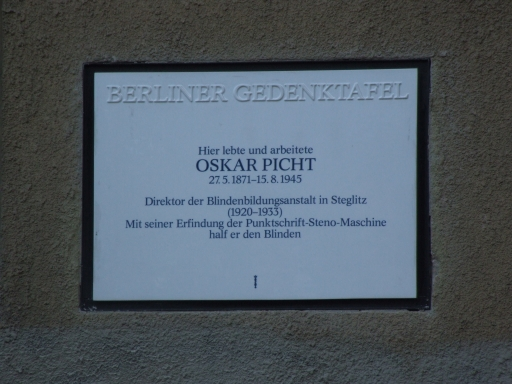
emléktábla Oskar Picht-nek (Rothenburg Straße 14 Berlin-Steglitzben)

Szülei a pékmester Wilhelm Picht és felesége, Hermine volt. A szülőháza 1945 áprilisában tönkrement. 1886 és 1891 között tanári képzést végzett el Pölitzben (ma Police a Nyugat-pomerániai vajdaságban). Utána tanított Marienthalban és Bahnban. 1897 és 1899 között egy vak-tanári képzést végzett el Berlin-Steglitzben. Utána ott is tanított.
1899-ben feltalálta és megalkotta az első, a Braille-íráshoz való írógépet, avagy Braille-írógépet.
1902. április 24-én feleségül vette Margarete Charlotte Conrad-ot.
1910-ben a szalagos írógépet (röv. Stenogep) találta fel. 
1910-től vagy 1912-től iskolaigazgató Brombergban, 1920–1933 között pedig Berlin-Steglitzben.

## Fordítás
- Ez a szócikk részben vagy egészben  az   Oskar Picht című német Wikipédia-szócikk fordításán alapul.  Az eredeti cikk szerkesztőit annak laptörténete sorolja fel. Ez a jelzés csupán a megfogalmazás eredetét és a szerzői jogokat jelzi, nem szolgál a cikkben szereplő információk forrásmegjelöléseként.